# Шар (Туфанбейли)
Шар (Шаркёй, тур. Şarköy) — село в Турции. Административно относится к району Туфанбейли в иле Адана. Расположено к северо-западу от Туфанбейли, у подножья Центрального Тавра, на правом берегу реки Сарыз (Sarız Çayı), которая берёт исток у села Карапынар, течёт на юго-восток через Сарыз и ниже Шара впадет в реку Гёксу (Гёк), которая сливаясь с Заманты (Енидже́), образует реку Сейхан (Сар).

## История

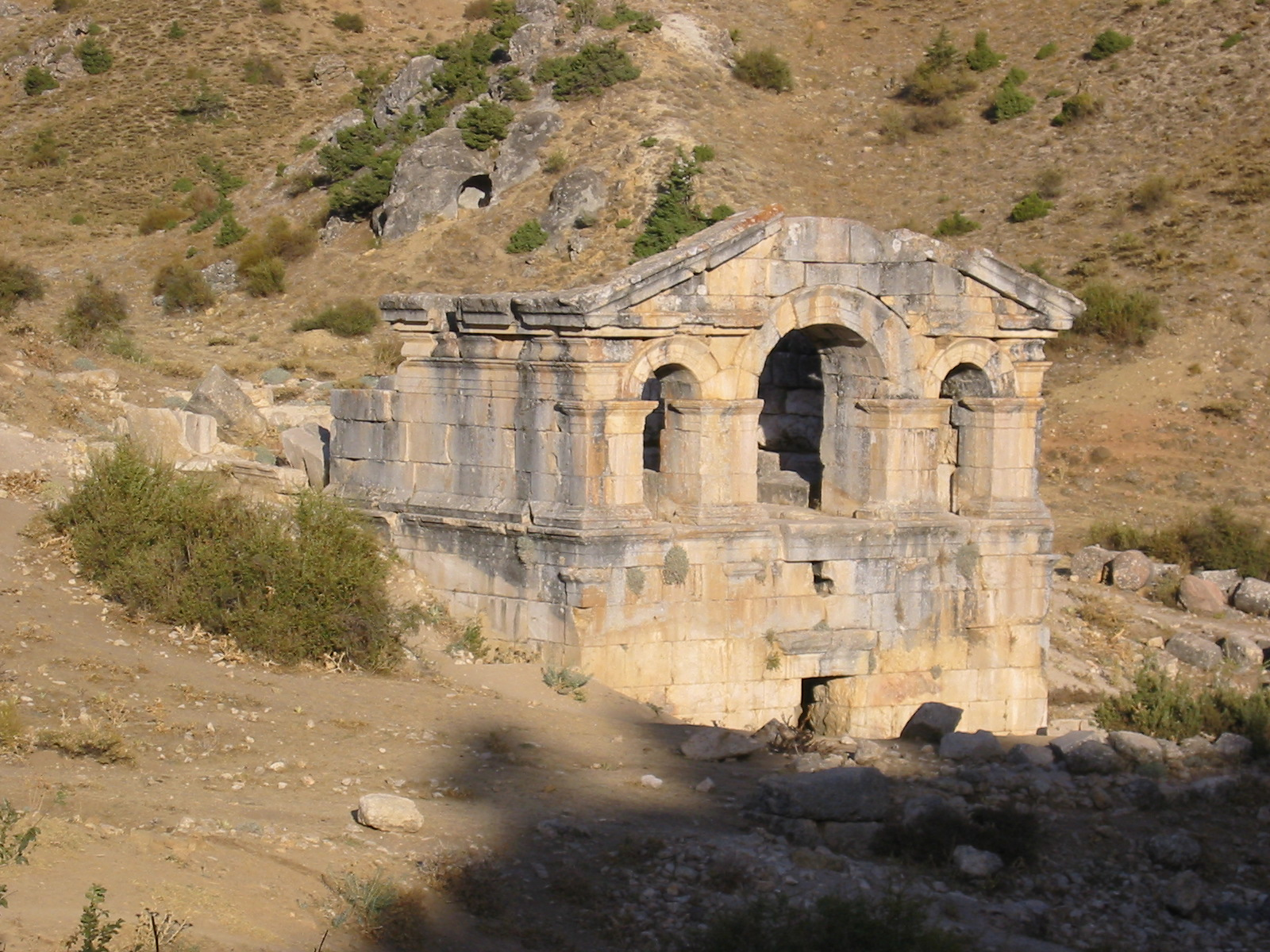
Руины византийского храма в Шаре

На месте и близ современного села находился древний город Команы (Комана) с древнейшим и самым священным во всей Каппадокии храмом богини Ма, которую Страбон отождествляет с Энио, а автор «Записок об александрийской войне» — с Беллоной.
При императоре Каракалле Комана стала римской римской колонией.
Прокопий Кесарийский (VI век) о храмах Команы сообщает:
Христиане сделали их своими святилищами, ничего не изменив в их постройке.
Большинство сохранившихся артефактов относятся к римскому периоду. В Шаре хорошо сохранился римский мавзолей IV века.